# Heterocloeon grande
Heterocloeon grande är en dagsländeart som först beskrevs av John H. Wiersema och Long 2000.  Heterocloeon grande ingår i släktet Heterocloeon och familjen ådagsländor. Inga underarter finns listade i Catalogue of Life.